# Kings Parkstadion

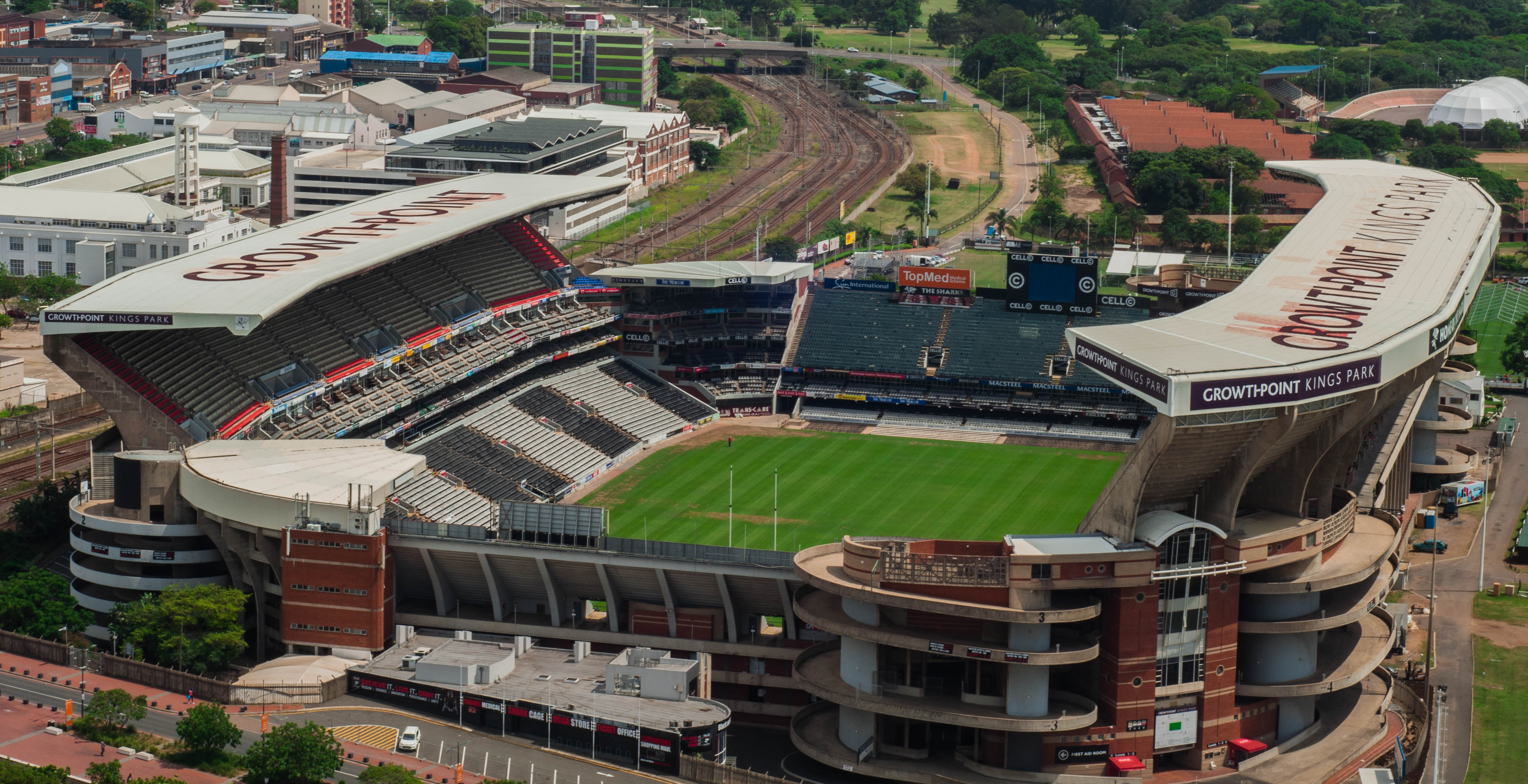
Het stadion in 2015

Kings Park Stadion (ook voormalig ABSA Stadium en Mr Price Kings Park genoemd) is een voetbalstadion in Durban, Zuid-Afrika. Het stadion is als Kings Park gebouwd in 1891 en gerenoveerd in 1990. Het heeft een capaciteit van 52.000 zitplaatsen en wordt gebruikt voor zowel voetbal- als rugbywedstrijden. Op dit moment maken de voetbalclub Golden Arrows en de rugbyclubs Natal Sharks en Sharks er gebruik van.
Naast Kings Park is, met het oog op het Wereldkampioenschap voetbal 2010 het nieuwe Moses Mabhida Stadium gebouwd. Dit stadion heeft een capaciteit van 70.000 personen.